# Valverde de la Vera
Valverde de la Vera è un comune spagnolo di 584 abitanti situato nella comunità autonoma dell'Estremadura.